# 오송첨단의료산업진흥재단
오송첨단의료산업진흥재단(五松尖端醫療産業振興財團, Osong Medical Innovation Foundation, KBIO)은 세계수준의 신약 및 첨단의료기기를 개발할 수 있는 핵심인프라를 구축하여 의료연구개발의 활성화 및 연구성과의 제품화를 촉진하기 위하여 설립된 재단법인이다. 충청북도 청주시 흥덕구 오송읍 오송생명로 123에 위치하고 있다.

## 설립 근거
- 첨단의료복합단지 지정 및 지원에 관한 특별법

## 연혁2005년 10월 제1차 의료산업선진화위원회(위원장: 국무총리)
- 의료산업 선진화 추진방향 및 첨단의료복합단지 조성방침 결정
- 2008년 3월 “첨단의료복합단지 지정 및 지원에 관한 특별법” 제정
- 2008년 11월 첨단의료복합단지위원회 구성(위원장: 국무총리)
- 2009년 8월 첨단의료복합단지 오송 유치 확정 및 재단설립 준비단 발족
- 2009년 11월 오송 첨단의료복합단지 지구 지정 완료
- 2010년 12월 법인설립 허가(교과부, 지경부, 복지부)
- 2011년 3월 1일 초대 윤여표 이사장 취임
- 2011년 4월 신약개발지원센터장, 실험동물센터장, 임상시험신약생산센터장 임명
- 2011년 7월 첨단의료기기개발지원센터장 임명
- 2014년 12월 30일 제2대 선경 이사장 취임
- 2018년 2월 20일 제3대 박구선 이사장 취임
- 2021년 5월 3일 제4대 차상훈 이사장 취임
- 2024년 10월 28일 제5대 이명수 이사장 취임

## 조직

### 이사장
- 혁신성장전략팀
- 감사실
- 대외협력실

#### 전략기획본부

##### 기획경영부
- 기획예산팀
- 인사운영팀
- 재무회계팀
- 총무구매팀
- 시설전산팀

##### 사업화지원부
- 연구기획 관리팀
- 인허가지원팀

#### 신약개발지원센터

##### 신약연구기획지원부
- 기획운영팀

##### 신약개발최적화지원부
- 항체의약품팀
- 단백질의약품팀
- 첨단의약품팀

##### 신약약효평가지원부
- 약효평가지원팀
- 독성PK지원팀

##### 융합기술지원부
- 바이오의약분석팀

##### 신약개발프로세스지원부
- 세포주배지팀
- 바이오공정팀
- 바이오제형팀

#### 첨단의료기기개발지원센터

##### 기획경영부
- 연구기획팀
- 연구관리팀
- 사업운영팀
- 품질관리팀

##### 시제품생산부
- 초정밀가공팀
- 제작지원팀
- 시제품지원팀

##### 제품개발부
- 첨단융합팀
- 바이오기기팀
- 바이오재료팀
- 바이오정보팀

##### 제품평가부
- 안전성평가팀
- 생체적합성평가팀
- 전자파안전성평가팀

#### 실험동물센터

##### 운영기획부
- 연구기획팀
- 사업운영팀

##### 전임상실험부
- 동물모델평가팀
- 유효성평가팀
- 영상분석평가팀

##### 전임상지원부
- 애니멀웰페어팀
- 영장류지원팀
- 수의지원팀
- 평가분석팀

#### 바이오의약생산센터

##### 기획운영부
- 사업운영팀
- 연구기획팀

##### 제조지원부
- 생산관리팀
- 시설관리팀

##### 제조부
- 제품생산팀
- 공정개발팀

##### 품질경영부
- 품질관리팀
- 품질보증팀

## 같이 보기
- 오송생명과학산업단지
- 오송생명과학단지지원센터
- 대구경북첨단의료산업진흥재단